# Завист (филм)
„Завист“ (на английски: Envy) е американска черна комедия от 2004 г. на режисьора Бари Левинсън, по сценарий на Стийв Адамс, и участват Бен Стилър, Джак Блек, Рейчъл Вайс, Ейми Полър и Кристофър Уокън. Премиерата на филма е на 30 април 2004 г. в Съединените щати и има критичен и комерсиален провал.